# 若鳴門清海
若鳴門 清海（わかなると きよみ、1939年2月7日 - 2011年4月18日）は、兵庫県三原郡三原町（現役当時、現在の同県南あわじ市）出身で春日野部屋に所属した大相撲力士。本名は居内 徳夫（いうち とくお）。最高位は西前頭6枚目（1966年7月場所）。現役時代の体格は182cm、115kg。得意手は右四つ、突っ張り、投げなど。

## 来歴
中学時代から土地相撲の大関と互角に取れたため、大相撲の世界に入ることを志したが、自宅で待針を踏んで右足の親指を貫通させてしまった。すぐに手術して針を抜いたが、傷が癒える前に農作業に出て破傷風にかかってしまった。あわや右脚切断かという重症だったが、どうにか右足親指切断にとどまった。しかし、このことが元で1度は大相撲を諦め、地元の県立三原高校に進学。高校では最初、陸上部に所属したが、ほどなく相撲部に移った。後に、右手の人差指を失いながら水泳で名を上げた「フジヤマのトビウオ」こと古橋広之進や右目を事実上失明し開けている方が見えづらいという状態ながら大横綱にまで登りつめた双葉山の存在を知って、自分にもできると思い、三原高校を中途退学して春日野部屋に入門。1955年（昭和30年）1月場所で初土俵を踏んだ。
初土俵の場所では番付外と新序でともに好成績を残したため、同年3月場所では序ノ口を飛び越して、いきなり序二段に付いた。
当初の四股名は本名でもある「居内」だったが、1957年11月より、同郷・同部屋の先輩である鳴門海に因んだ「若鳴門」へ改名。その後、1961年11月場所で新十両に昇進し、1963年1月場所で新入幕を果たした。
右足の親指を失っているため、踏ん張りが効かず前に落ちやすいのが最大の弱点だった。これを克服すべく足腰を徹底的に鍛え、俵伝いにつま先で歩く稽古もした。しかし、やはり足の指を失った影響か大勝ちはできず、番付が上がると大負けして落ち幕内に定着できずに十両との往復を繰り返した。突っ張り・吊り・投げ・捻り・はたき・足技など多彩な取り口を駆使して相撲を取ったが、三賞を手に入れることはできなかった。
1969年5月場所以降は幕内に返り咲けず、東十両12枚目で2勝13敗と大敗した1970年5月場所を最後に、31歳で引退。
引退後は年寄・千田川を襲名し、相撲教習所の指導員を長く務めた。その後は巡業部に異動し、2004年2月6日に停年を迎えた。
2011年4月18日、心不全のため千葉県市川市内の病院で逝去。72歳没。
2017年1月場所に於いて照強が新十両に昇進し、これにより、本項の若鳴門以来55年ぶりとなる南あわじ市出身の関取が誕生した。

## 主な成績
- 通算成績：536勝511敗1分1預6休 勝率.512
- 幕内成績：134勝166敗 勝率.447
- 現役在位：88場所
- 幕内在位：20場所
- 各段優勝
  - 幕下優勝：1回（1961年9月場所）

### 場所別成績
| | 一月場所 初場所（東京） | 三月場所 春場所（大阪） | 五月場所 夏場所（東京）  | 七月場所 名古屋場所（愛知） | 九月場所 秋場所（東京） | 十一月場所 九州場所（福岡） |
| --- | ----------------------- | ----------------------- | ------------------------ | --------------------------- | ----------------------- | --------------------------- |
| 1955年 （昭和30年） | 新序 3–0                | 東序二段55枚目 2–0–6    | 西序二段59枚目 7–1       | x                           | 西序二段筆頭 5–3        | x                           |
| 1956年 （昭和31年） | 西三段目76枚目 6–2      | 東三段目43枚目 5–3      | 東三段目32枚目 5–3       | x                           | 東三段目16枚目 5–3      | x                           |
| 1957年 （昭和32年） | 東三段目5枚目 6–2       | 西幕下62枚目 4–4        | 西幕下60枚目 4–4         | x                           | 西幕下59枚目 4–4        | 西幕下56枚目 4–4            |
| 1958年 （昭和33年） | 東幕下56枚目 4–4        | 西幕下51枚目 4–4        | 西幕下50枚目 2–6         | 西幕下56枚目 7–1            | 西幕下39枚目 5–2 1引分  | 東幕下27枚目 4–3 1預        |
| 1959年 （昭和34年） | 東幕下22枚目 3–5        | 西幕下27枚目 4–4        | 西幕下26枚目 5–3         | 西幕下19枚目 3–5            | 西幕下22枚目 5–3        | 西幕下16枚目 4–4            |
| 1960年 （昭和35年） | 西幕下17枚目 3–5        | 西幕下20枚目 4–4        | 西幕下19枚目 4–4         | 西幕下18枚目 3–4            | 東幕下21枚目 6–1        | 東幕下8枚目 3–4             |
| 1961年 （昭和36年） | 東幕下10枚目 2–5        | 西幕下19枚目 3–4        | 東幕下26枚目 5–2         | 西幕下16枚目 4–3            | 西幕下13枚目 優勝 7–0   | 東十両16枚目 7–8            |
| 1962年 （昭和37年） | 東十両16枚目 8–7        | 東十両13枚目 9–6        | 西十両6枚目 6–9          | 東十両8枚目 11–4            | 東十両3枚目 9–6         | 東十両2枚目 9–6             |
| 1963年 （昭和38年） | 西前頭14枚目 5–10       | 西十両2枚目 6–9         | 東十両5枚目 6–9          | 東十両10枚目 13–2           | 西十両2枚目 7–8         | 東十両3枚目 11–4            |
| 1964年 （昭和39年） | 西前頭14枚目 8–7        | 東前頭12枚目 8–7        | 西前頭7枚目 7–8          | 東前頭8枚目 7–8             | 西前頭8枚目 6–9         | 東前頭14枚目 6–9            |
| 1965年 （昭和40年） | 東十両2枚目 9–6         | 西十両筆頭 9–6          | 西前頭14枚目 7–8         | 西十両筆頭 9–6              | 東前頭15枚目 8–7        | 東前頭11枚目 8–7            |
| 1966年 （昭和41年） | 東前頭9枚目 6–9         | 西前頭11枚目 9–6        | 西前頭8枚目 8–7          | 西前頭6枚目 6–9             | 西前頭8枚目 5–10        | 西前頭14枚目 8–7            |
| 1967年 （昭和42年） | 東前頭13枚目 8–7        | 西前頭11枚目 4–11       | 西十両8枚目 7–8          | 東十両10枚目 9–6            | 東十両6枚目 9–6         | 東十両2枚目 4–11            |
| 1968年 （昭和43年） | 東十両9枚目 10–5        | 西十両3枚目 9–6         | 東前頭12枚目 5–10        | 東十両3枚目 6–9             | 西十両5枚目 8–7         | 西十両2枚目 6–9             |
| 1969年 （昭和44年） | 西十両4枚目 9–6         | 東前頭13枚目 5–10       | 東十両4枚目 5–10         | 西十両9枚目 8–7             | 東十両7枚目 8–7         | 西十両4枚目 5–10            |
| 1970年 （昭和45年） | 東十両11枚目 8–7        | 東十両8枚目 6–9         | 東十両12枚目 引退 2–13–0 | x                           | x                       | x                           |
| 各欄の数字は、「勝ち-負け-休場」を示す。 優勝 引退 休場 十両 幕下 三賞：敢=敢闘賞、殊=殊勲賞、技=技能賞 その他：★=金星 番付階級：幕内 - 十両 - 幕下 - 三段目 - 序二段 - 序ノ口 幕内序列：横綱 - 大関 - 関脇 - 小結 - 前頭（「#数字」は各位内の序列） |                         |                         |                          |                             |                         |                             |

### 幕内対戦成績
| 力士名 | 勝数 | 負数 | 力士名 | 勝数 | 負数 | 力士名   | 勝数 | 負数 | 力士名 | 勝数 | 負数 |
| ------ | ---- | ---- | ------ | ---- | ---- | -------- | ---- | ---- | ------ | ---- | ---- |
| 青ノ里 | 10   | 4    | 浅瀬川 | 2    | 4    | 朝ノ海   | 1    | 0    | 朝登   | 0    | 1    |
| 天津風 | 2    | 2    | 荒波   | 1    | 5    | 岩風     | 1    | 3    | 宇多川 | 2    | 4    |
| 追風山 | 2    | 3    | 扇山   | 1    | 4    | 小城ノ花 | 2    | 4    | 魁罡   | 1    | 0    |
| 海乃山 | 0    | 2    | 開隆山 | 4    | 2    | 金乃花   | 2    | 0    | 北ノ國 | 3    | 3    |
| 北の花 | 0    | 1    | 北葉山 | 1    | 1    | 君錦     | 3    | 3    | 清國   | 0    | 1    |
| 清勢川 | 0    | 1    | 麒麟児 | 0    | 1    | 高鉄山   | 2    | 7    | 琴櫻   | 0    | 2    |
| 沢光   | 3    | 2    | 大豪   | 2    | 2    | 大心     | 4    | 1    | 大文字 | 1    | 2    |
| 大雄   | 4    | 2    | 高見山 | 0    | 1    | 玉嵐     | 0    | 2    | 玉乃島 | 1    | 1    |
| 鶴ヶ嶺 | 4    | 4    | 天水山 | 1    | 0    | 戸田     | 1    | 2    | 豊國   | 5    | 6    |
| 羽黒川 | 1    | 1    | 羽黒山 | 3    | 1    | 長谷川   | 0    | 2    | 花田   | 1(1) | 0    |
| 花光   | 2    | 6    | 廣川   | 3    | 8    | 福の花   | 4    | 1    | 房錦   | 4    | 2    |
| 富士錦 | 1    | 2    | 藤ノ川 | 0    | 1    | 二子岳   | 1    | 1    | 星甲   | 0    | 1    |
| 前田川 | 2    | 2    | 前の山 | 0    | 2    | 禊鳳     | 0    | 1    | 明武谷 | 1    | 1    |
| 豊山   | 0    | 1    | 義ノ花 | 2    | 3    | 龍虎     | 0    | 1    | 若杉山 | 3    | 0    |
| 若秩父 | 3    | 8    | 若天龍 | 4    | 7    | 若浪     | 5    | 5    | 若ノ國 | 1    | 1    |
| 若乃洲 | 6    | 1    | 若羽黒 | 3    | 4    | 若二瀬   | 4    | 1    | 若前田 | 1    | 1    |
| 若見山 | 1    | 6    |        |      |      |          |      |      |        |      |      |

## 改名歴
- 居内 徳夫（いうち とくお、1955年3月場所-1957年9月場所）
- 若鳴門 清海（わかなると きよみ、1957年11月場所-1970年5月場所（引退））

## 年寄変遷
- 千田川 徳夫（せんだがわ とくお、1970年5月-2004年2月（停年退職））